# Petr Tomeček
Petr Tomeček (* 27. března 1981 Opava) je jediný český profesionální hráč na Panovu flétnu. Je ambasadorem tohoto hudebního nástroje v ČR a na Slovensku.[ujasnit]

## Život
Narodil se v Opavě, kde navštěvoval Základní uměleckou školu Václava Kálika. Od roku 1995 do roku 2001 byl posluchačem Janáčkovy konzervatoře v Ostravě, tehdy ještě obor hra na trubku ve třídě Jiřího Tesaříka. Praxi v rámci základní vojenské služby u Hudby Hradní stráže (jako host spolupracuje s Hradní stráží na benefičních i jiných akcích i po vojenské službě) a následně jako člen orchestru Národního divadla moravskoslezského v Ostravě. Též vyučoval hru na dechové nástroje na Základní umělecké škole v Mnichově Hradišti.
Od roku 2015 se Petr Tomeček naplno věnuje studiu a hře na Panovu flétnu, nejprve jako žák v Česku žijící holandské hráčky Liselotte Rokyta a následně  u německého interpreta a odborníka na tento nástroj Ulricha Herkenhoffa. V roce 2024 se Petr Tomeček setkal s nejslavnějším hráčem na Panovu flétnu Gheorghem Zamfirem.

## Dílo
V roce 2020 vydal svou první desku s názvem Nech mě plakat, o dva roky později vyšla deska pod záštitou Supraphonu s názvem Čarovná flétna. 
Na projektu Čarovná flétna spolupracuje s Danielem Hůlkou.